# Nemo iudex in causa sua
Nemo iudex in causa sua (o Nemo est iudex in propria causa/ Nemo iudex in re sua, alla lettera "nessuno deve essere giudice nella propria causa/in un contenzioso che lo riguarda") è un brocardo che stabilisce uno dei punti fondamentali del diritto processuale: la terzietà del giudice rispetto all'oggetto della lite.
La locuzione, tratta dal Codex (C.3.5.1), voluto da Giustiniano, è usata ancora oggi; il principio di terzietà è sancito, ad esempio, dall'art.111, 2° comma della Costituzione italiana.

## Laratio
Il dovere di neutralità è una caratteristica essenziale della giurisdizione.
Il principio che il giudice deve avere una equidistanza processuale rispetto alle parti costituisce un aspetto particolare del più generale principio dell'estraneità che la magistratura deve avere rispetto alle forze politiche ed economiche che operano nella società.
Esso è - più in generale - espressione del divieto di conflitto di interessi per coloro che si occupano della cosa pubblica, ai quali un potere è conferito solo in funzione dell'interesse pubblico da conseguire e non come privilegio o sinecura rimessa all'arbitrio personale.
L'istituto attraverso il quale nel diritto italiano si realizza il principio del brocardo è quello dell'obbligo dell'astensione, con correlativo diritto di ricusazione.

## In magistratura
Sul tema il C.S.M. italiano (Sentenza del 19.9.2003/23.3.2004 n. 85/2003) si è così pronunciato:
La disciplina dell'astensione del giudice trova fondamento nell'esigenza di garantirne l'imparzialità e la terzietà, che, anche alla luce del novellato art. 111 Cost., costituiscono requisiti essenziali del giusto processo e quindi della giurisdizione. Per questa ragione, secondo l'orientamento costantemente seguito da questa sezione e dalla Corte di cassazione, il dovere deontologico di astensione non è limitato alle sole ipotesi nelle quali è imposto dalla legge ma ha una portata più ampia e si estende a tutte le fattispecie in cui l'astensione stessa è solo consigliata dalle circostanze del caso concreto che rendano prevedibili sospetti di compiacenza o parzialità nell'esaminare e decidere una determinata questione, così da compromettere il prestigio del magistrato e dell'ordine giudiziario.

## In Parlamento
La regola vale anche quando un organo non appartenente al potere giudiziario esercita funzioni giurisdizionali, come avviene con la Camere in sede di verifica dei poteri.

## Nell'Esecutivo
Laddove un organo dell'Esecutivo esercita un potere che può incidere sul corso della Giustizia, è stato teorizzato l'obbligo di astenersi dall'esercitarlo per conseguire un diretto vantaggio: in ordine ai limiti del potere di grazia, "no one may be a judge in his own case" fu la conclusione di un memo del Justice Department del governo degli Stati Uniti d'America, emesso quattro giorni prima delle dimissioni di Richard Nixon dalla Presidenza.